# 邊界警區
邊界警區（英語：Border District），隸屬於香港警務處行動處行動部新界北總區，負責維持香港邊境禁區的公共安全，反走私、反偷渡及維持各條（總共5條）連接中國大陸的陸路口岸的人流及車流暢順及秩序。

## 組織
邊界警區轄下包括3個分區，包括落馬洲分區、打鼓嶺分區及沙頭角分區。邊界警區設有獨有部門──快速應變部隊。於2018年，邊界警區有963名軍裝部人員、46名刑事部人員和101名文職人員駐守。此外，2018年有236名輔警隷屬邊界警區。

## 歷任主管
- 陸洪權總警司[6]
- 董偉璋總警司(?-2016年7月5日)
- 丘紹箕總警司(2016年7月6日-?)[7][8]
- 趙慧寶總警司(2017年12月-2019)
- 馮少蘭總警司（2019-2020年12月）
- 徐湘兒總警司（2021年1月至2022年4月）
- 何潤勝總警司（2022年5月至2023年5月）
- 劉經倫總警司（2023年6月至今)

## 警務設施
- 邊界區警察總部:沙嶺文錦渡路
- 沙頭角警署：沙頭角沙頭角道石涌凹
- 打鼓嶺警署：打鼓嶺坪輋路
- 落馬洲警署：落馬洲落馬洲路100號
- 羅湖管制站報案中心:羅湖港鐵站大樓警崗
- 落馬洲支線管制站報案中心 :落馬洲站大樓第一層
- 文錦渡邊境管制站報案中心
- 得月樓警崗
- 新屋嶺扣留中心

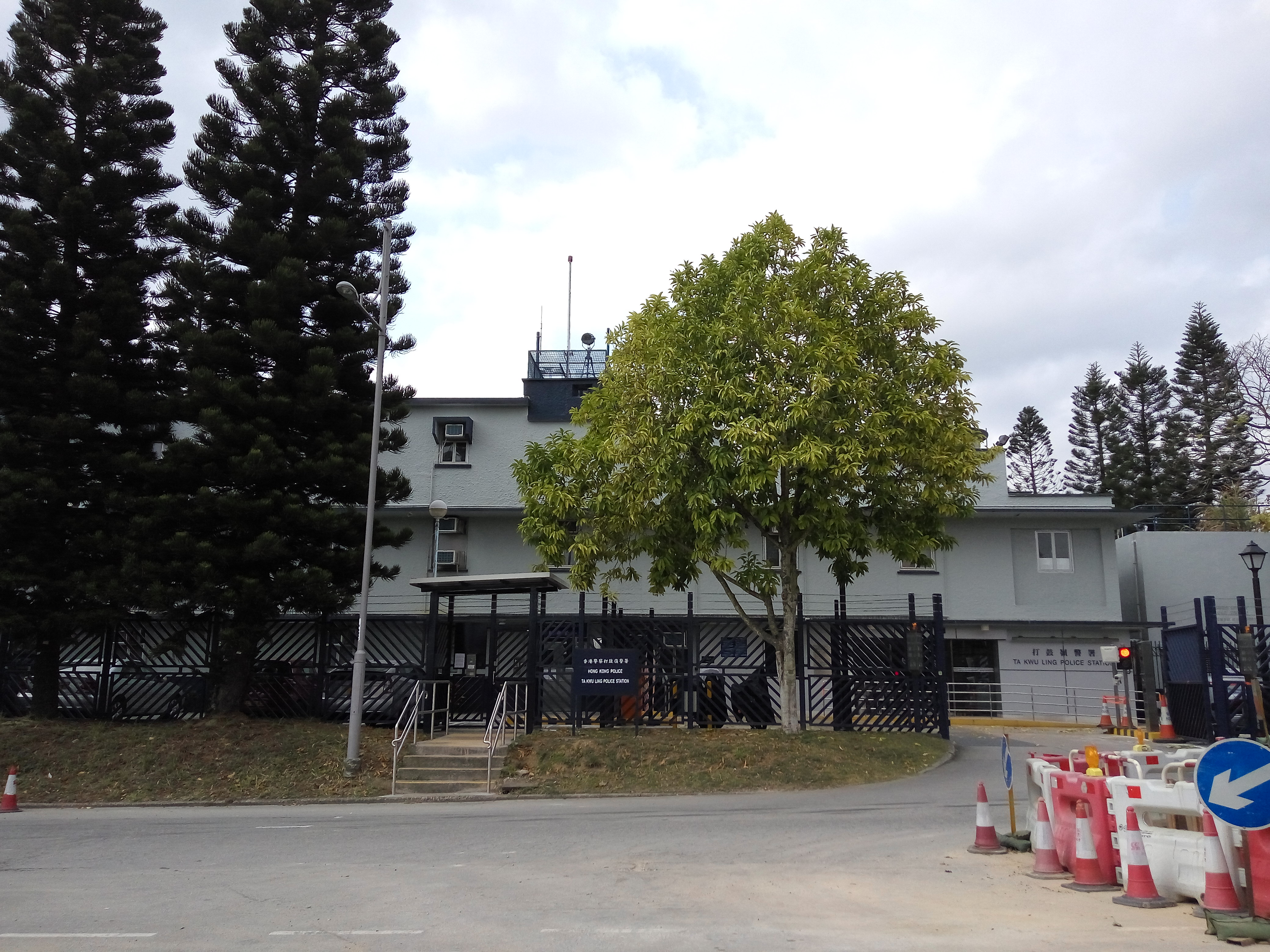
打鼓嶺警署
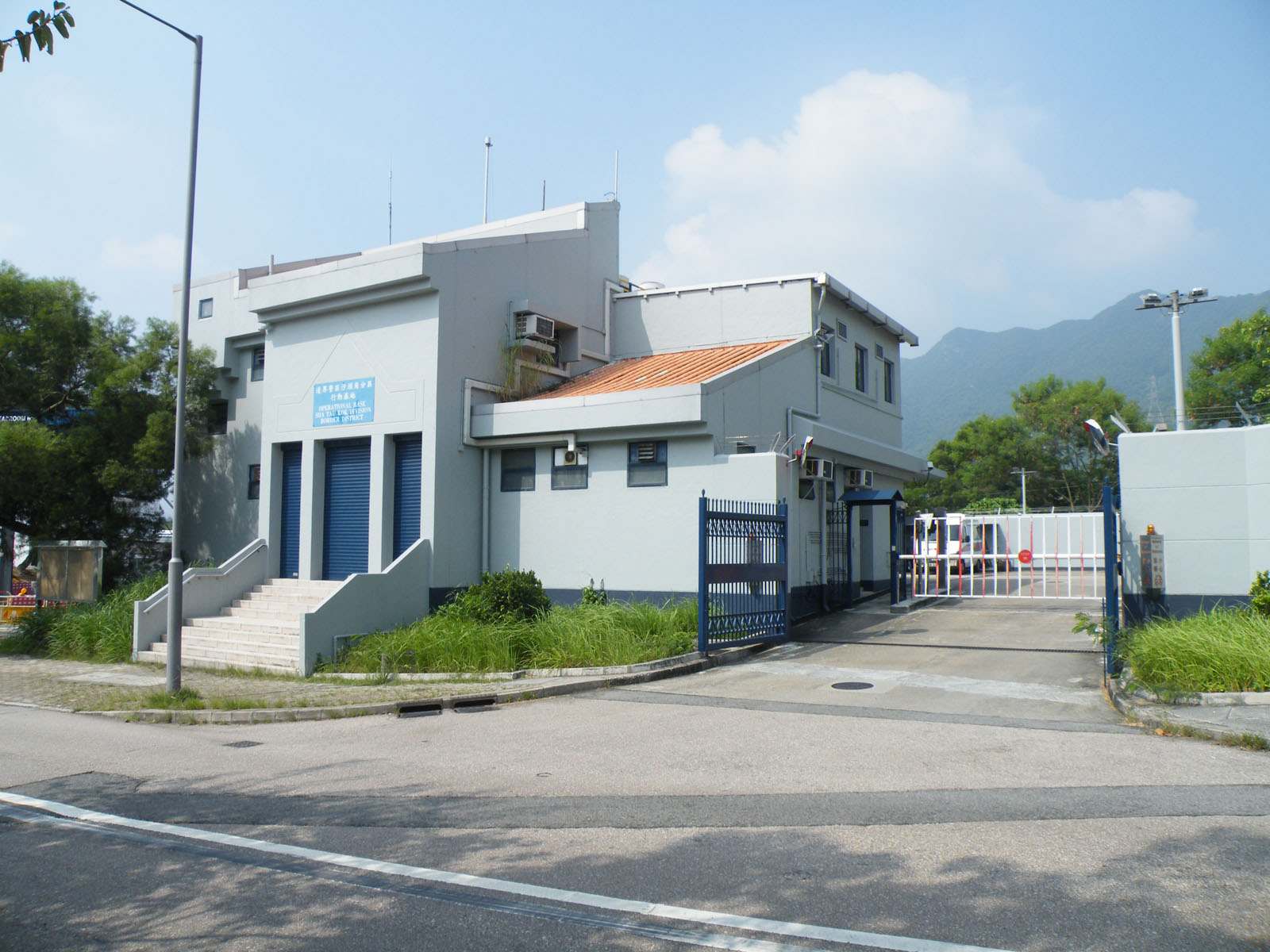
沙頭角邊境巡邏隊行動基地
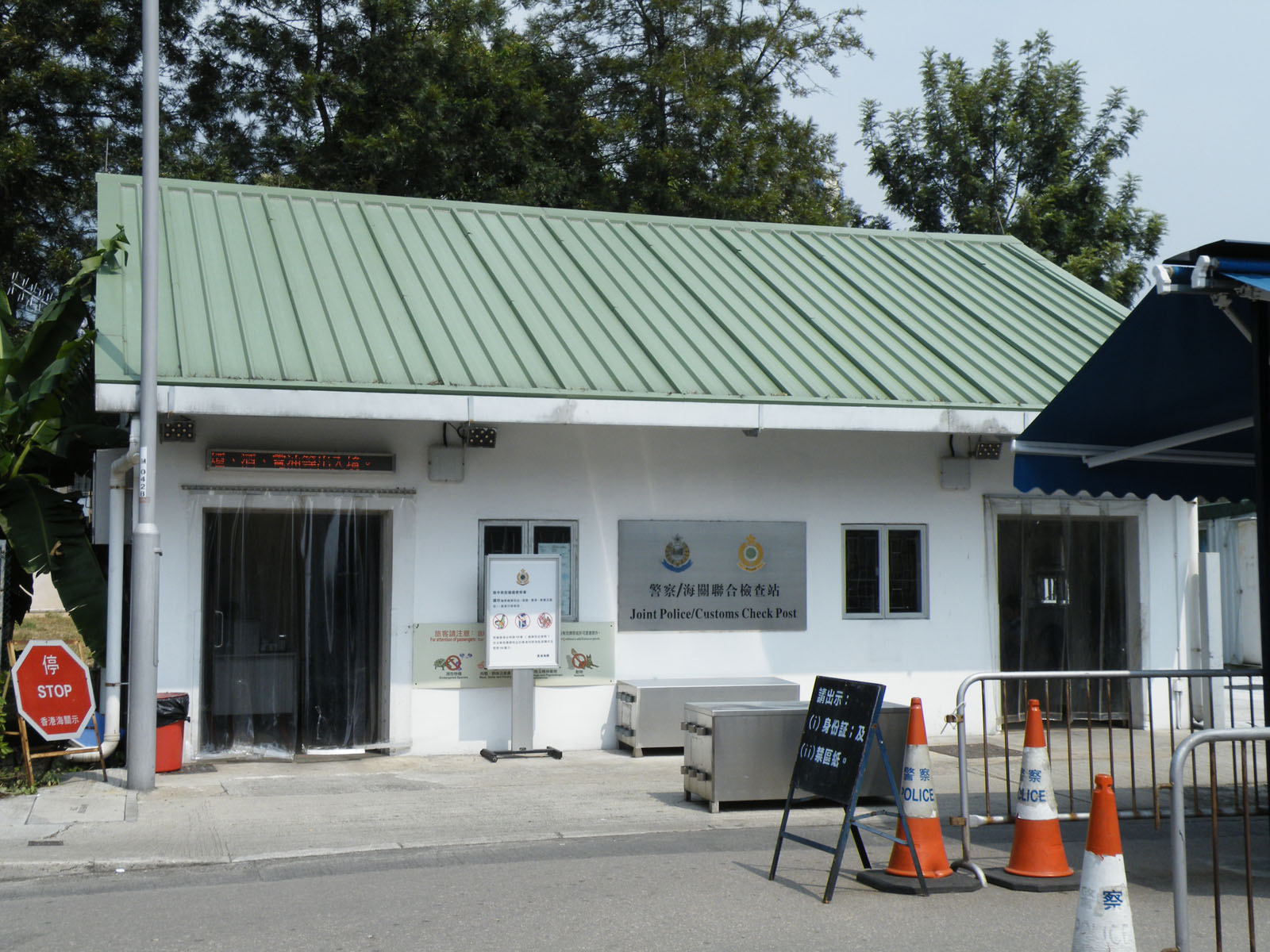
沙頭角警察/海關聯合檢查站
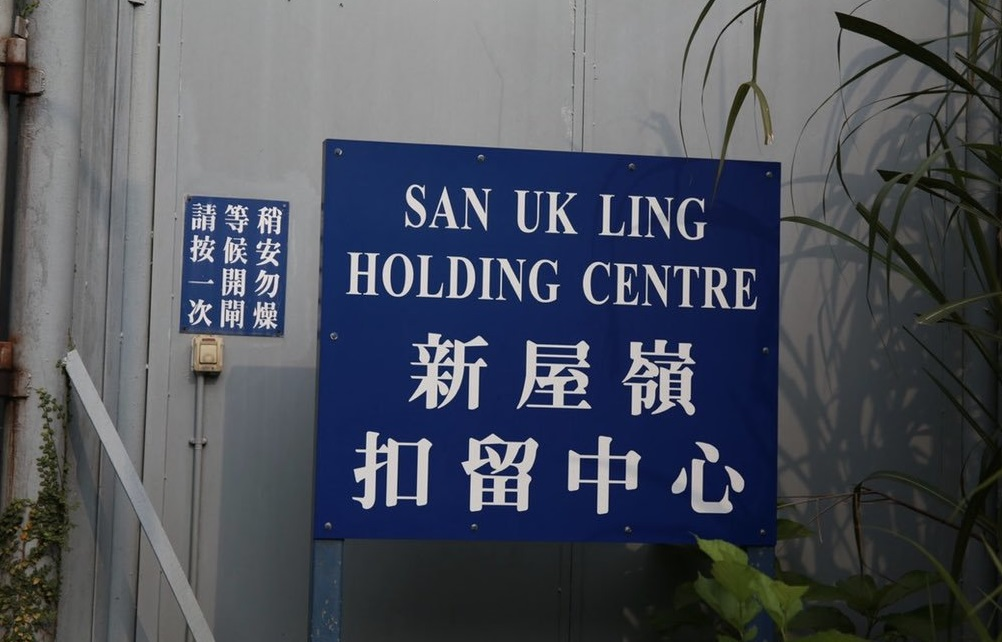
新屋嶺扣留中心入口

## 相關參考
- 香港警務處架構
- 警區
- 香港邊境禁區
- 麥景陶碉堡
- 沙頭角槍戰
- 文錦渡事件